# Robi (calciatore)
Valentín Jorge Sánchez, conosciuto calcisticamente come Robi (Granada, 9 gennaio 1951 – 19 aprile 2023), è stato un calciatore e allenatore di calcio spagnolo, di ruolo centrocampista.

## Biografia
Anche suo padre Valentín Jorge Sosa e suo fratello Javier Jorge Sánchez sono stati calciatori professionisti.

## Carriera

### Giocatore
In attività giocava come centrocampista. Con l'Atlético Madrid disputò 109 incontri e vinse un campionato di Primera División. Conta due presenze con la nazionale olimpica spagnola.

### Allenatore
Negli anni '90 ha allenato tre compagini, tra Primera División, Segunda e Segunda B, portandole tutte alla retrocessione.

## Palmarès

### Club

#### Competizioni nazionali
- Campionato spagnolo: 1

Atlético Madrid: 1976-1977